# Stenele translata
Stenele translata är en fjärilsart som beskrevs av Walker 1854. Stenele translata ingår i släktet Stenele och familjen mätare. Inga underarter finns listade i Catalogue of Life.